# Cucumis
Cucumis  este un gen al familiei Cucurbitaceae. Majoritatea speciilor sunt plante agățătoare, acest lucru realizându-se prin intermediul cârceilor. Ca reprezentanți, genul cuprinde speciile:
- Cucumis anguria
- Cucumis dipsaceus
- Cucumis ficifolius
- Cucumis humifructus
- Cucumis melo (pepene galben)
- Cucumis metuliferus = Kivano [1]
- Cucumis myriocarpus
- Cucumis prophetarum
- Cucumis sativus (castravete)